# بهمن جعفری (بازیکن فوتسال)
بهمن جعفری(زاده-١٣٧۵مشهد) فوتسالیست و عضوِ تیم ملی فوتسال ایران است. و در حال حاضر بازیکن گیتی پسند می‌باشد .

## افتخارات
1. قهرمانی آسیا با مس سونگون در لیگ قهرمانان فوتسال آسیا (اندونزی)
2. نایب قهرمانی تیم ملی جام‌ ملت های آسیایی کویت
3. قهرمانی امیدا لیگ برتر سال ٩۶
4. نایب قهرمانی مس سونگون لیگ برتر ایران
5. نایب قهرمانی  تیم ملی تورنمت ۶ جانبه دوستانه تایلند
6. قهرمانی لیگ برتر با گیتی پسند اصفهان سال ١۴٠٢[۵]